# SMS Augsburg
Le SMS Augsburg est un croiseur de la Kaiserliche Marine.

## Histoire
Le navire appartient à la classe Kolberg.
Au cours de sa période d'essai, le 17 janvier 1911, l'Augsburg prend part aux opérations de sauvetage et de récupération du sous-marin U3. Le 24 février 1911, il participe à l'inspection des torpilles. En 1912 et 1913, il sert de navire d'exercice à l'artillerie ; à cette fin, il est modifié à la Kaiserliche Werft Danzig. En juin 1914, il fait des missions d'avant-poste et de sécurité en mer Baltique.
Au début de la Première Guerre mondiale, l'Augsburg, avec le croiseur Magdeburg, pose des mines à l'est de la mer Baltique et fait des incursions dans le golfe de Finlande. Dans quatre autres missions, il a le 2 septembre 1914 un combat avec le destroyer russe Novik et quatre jours plus tard avec les croiseurs cuirassés Bayan et Pallada. En vue de l'attaque contre la base marine russe de Liepāja, il accompagne le croiseur cuirassé Friedrich Carl, seulement dans la matinée du 17 novembre 1914, à une trentaine de miles de Klaipėda, le cuirassé est atteint par deux mines et doit être abandonné, l'Augsburg recueille les naufragés. Lors d'une autre tentative, le croiseur est lui-même atteint par une mine, l'équipage perd huit hommes. Le navire parvient à Stettin où il est réparé. Après une révision complète par Blohm & Voss à Hambourg, il revient au service en avril 1915.
Le 2 juillet 1915, l'Augsburg est présent à la bataille de l'île de Gotland. Les mois suivants, il effectue plusieurs missions de dépôt de mines avec le croiseur Straßburg et les mouilleurs Deutschland (de) et Rügen (de). En juillet 1916, il fait des missions dans le golfe de Riga. Il revient au Kaiserliche Werft Kiel pour des réparations. Dans le même temps, les canons de 10,5 pouces sont remplacés par des six canons de 15 pouces et le pont est reconstruit.
En avril 1917, l'Augsburg refait encore des missions en mer Baltique. En octobre 1917, il participe à l'opération Albion. Après l'armistice avec la Russie, le navire assiste à une inspection des sous-marins en janvier 1918. Le 20 juillet 1918, le croiseur Stettin devient le nouveau navire de tête pour des missions de dépôt de mines. Il est aussi amarré à Cuxhaven. Dans le cadre du traité de Versailles, il est retiré du service le 17 décembre 1918 puis le 3 septembre 1920 remis au Japon comme réparation sous le nom de Y. Comme les Japonais n'en ont aucune utilité, il est mis à la ferraille à Dordrecht en 1922.

## Commandement
| De novembre 1910 à mars 1911  | Korvettenkapitän / Fregattenkapitän Ernst-Oldwig von Natzmer  |
| De mars à septembre 1911      | Fregattenkapitän / Kapitän zur See Johannes von Karpf         |
| D'octobre 1911 à juillet 1912 | Fregattenkapitän Heinrich Rohardt (de)                        |
| De juillet à août 1912        | Fregattenkapitän Viktor Reclam (de)                           |
| D'octobre 1912 à octobre 1914 | Fregattenkapitän / Kapitän zur See Andreas Fischer            |
| D'octobre 1914 à janvier 1917 | Korvettenkapitän / Fregattenkapitän Johannes Horn (de)        |
| De janvier à juillet 1917     | Korvettenkapitän / Fregattenkapitän Siegfried Westerkamp (de) |
| De juillet 1917 à mars 1918   | Fregattenkapitän Max Lutter                                   |
| De mars à mai 1918            | Fregattenkapitän Fritz Müller-Palm                            |
| De mai à juillet 1918         | Fregattenkapitän Eduard Bartels                               |
| De juillet à septembre 1918   | Kapitänleutnant Max Greus (in Vertretung)                     |
| De septembre à décembre 1918  | Korvettenkapitän Bernhard Bobsien (de)                        |